# Norwegischer Fußballpokal der Männer 1988
Der norwegische Fußballpokal 1988 (kurz auch NM-Cup 1988 genannt) war die 83. Austragung des Fußballpokalwettbewerbs der Männer. Der Pokalsieger musste nach einem 2:2 nach Verlängerung zwischen Rosenborg Trondheim und Brann Bergen ermittelt werden. Rosenborg gewann die Wiederholung mit 2:0. Rosenborg sicherte sich drei Wochen zuvor schon den Meistertitel und startete deshalb im Europapokal der Landesmeister. Der Startplatz für den Europapokal der Pokalsieger 1989/90 ging dadurch an den unterlegenen Pokalfinalisten.

## 1. Runde
| Datum      |                       | Ergebnis              |                     |
| ---------- | --------------------- | --------------------- | ------------------- |
| 16.05.1988 | FK Fremad Lillehammer | 4:0                   | Nybergsund IL       |
| 18.05.1988 | Harstad IL            | 9:0                   | FK Luna             |
|            | Skjervøy IK           | 0:1                   | IF Skarp            |
|            | Honningsvåg TIF       | 1:1 n. V. (1:4 i. E.) | Tromsø IL           |
|            | FK Narvik/Nor         | 6:2                   | Bardu IL            |
|            | Strømsgodset IF       | 0:0 n. V. (1:4 i. E.) | Geilo IL            |
|            | Florø SK              | 0:7                   | Sogndal IL          |
|            | Fossum IF             | 0:3                   | Vålerenga Oslo      |
|            | SF Grei               | 3:1                   | Ullern IF           |
|            | SK Sprint-Jeløy       | 1:1 n. V. (5:6 i. E.) | FK Ørn              |
|            | Hafslund IF           | 0:5                   | Moss FK             |
|            | Kjelsås IL            | 4:0                   | Bøler IF            |
|            | Fredrikstad FK        | 4:0                   | Selbak TIF          |
|            | Bjørkelangen SF       | 0:4                   | Raufoss IL          |
|            | Brumunddal IL         | 0:1                   | Faaberg IL          |
|            | Drøbak/Frogn IL       | 2:0                   | Lisleby FK          |
|            | Kopervik IL           | 5:4 n. V.             | SK Haugar           |
|            | SK Vard Haugesund     | 2:0                   | Figgjo IL           |
|            | FBK Voss              | 0:3                   | Brann Bergen        |
|            | Åsane IL              | 2:3                   | IL Varegg           |
|            | Fram Skatval          | 1:5                   | Steinkjer FK        |
|            | Strindheim IL         | 6:0                   | Orkdal IL           |
|            | Brattvåg IL           | 2:3                   | Kristiansund FK     |
|            | IL Hødd               | 3:2 n. V.             | Langevåg IL         |
|            | Skeid Oslo            | 1:0                   | Årvoll IL           |
|            | Lillestrøm SK         | 6:0                   | IL Jardal           |
|            | Råde IL               | 4:1                   | Kvik Halden FK      |
|            | SFK Lyn Oslo          | 6:2                   | Holter IF           |
|            | IL Stålkameratene     | 1:2                   | Sandnessjøen IL     |
|            | FK Bodø/Glimt         | 2:0                   | Svolvær IL          |
|            | Tromsdalen UIL        | 1:4                   | FK Mjølner          |
|            | Mosjøen IL            | 1:3                   | FK Fauske/Sprint    |
|            | Kapp IF               | 0:3                   | FK Gjøvik Lyn       |
|            | Sander IL             | 0:1                   | Kongsvinger IL      |
|            | Røros IL              | 0:1                   | Alvdal IL           |
|            | Sel IL                | 3:3 n. V. (5:4 i. E.) | Sunndal IL          |
|            | Aalesunds FK          | 3:0                   | Hareid IL           |
|            | Clausenengen FK       | 5:0                   | Skarbøvik IF        |
|            | Surnadal IL           | 0:4                   | Molde FK            |
|            | Spjelkjavik IL        | 1:0                   | Volda TI            |
|            | Ekne IL               | 1:3                   | SK Nessegutten      |
|            | FK Kvik Trondheim     | 1:4                   | IL Stjørdals-Blink  |
|            | IL Leik               | 0:5                   | Rosenborg Trondheim |
|            | Beitstad FK           | 3:1                   | Namsos IL           |
|            | IF Pors               | 2:0                   | Sandefjord BK       |
|            | Nøttery IF            | 0:5                   | Eik IF              |
|            | Lillehammer FK        | 2:2 n. V. (4:5 i. E.) | Ham-Kam             |
|            | Frigg Oslo FK         | 5:1                   | IF Ready            |
|            | IL Sørfjell           | 1:4                   | FK Jerv             |
|            | FK Vidar              | 3:1                   | Klepp IL            |
|            | Eiger IL              | 0:2                   | Start Kristiansand  |
|            | Gulset IF             | 3:2                   | Odds BK             |
|            | Vadmyra IL            | 1:2                   | Fyllingen IL        |
|            | Fana IL               | 2:1                   | Ny-Krohnborg IL     |
|            | Madla IL              | 0:6                   | Bryne FK            |
|            | FK Donn               | 6:5                   | Sødal FK            |
|            | Slemmestad IF         | 0:4                   | Mjøndalen IF        |
|            | Eidsvold Turn         | 0:0 n. V. (0:2 i. E.) | Strømmen IF         |
|            | Ålgård FK             | 2:3                   | Viking Stavanger    |
|            | Randaberg IL          | 1:0                   | Staal Jørpeland IL  |
|            | IL Trott              | 0:1                   | SK Djerv 1919       |
|            | Os TF                 | 3:0                   | Stord IL            |
| 19.05.1988 | Larvik Turn           | 1:0                   | Åssiden IF          |
|            | Teie IF               | 1:2 n. V.             | Fram Larvik         |

## 2. Runde
| Datum      |                     | Ergebnis              |                       |
| ---------- | ------------------- | --------------------- | --------------------- |
| 10.06.1988 | Molde FK            | 2:0                   | Spjelkjavik IL        |
| 11.06.1988 | Geilo IL            | 3:2                   | Sogndal IL            |
|            | Tromsø IL           | 4:2                   | FK Narvik/Nor         |
|            | SK Nessegutten      | 0:1                   | IL Stjørdals-Blink    |
|            | Aalesunds FK        | 0:4                   | Clausenengen FK       |
|            | Kristiansund FK     | 7:0                   | IL Hødd               |
| 12.06.1988 | Harstad IL          | 3:3 n. V. (5:6 i. E.) | IF Skarp              |
|            | Vålerenga Oslo      | 4:3                   | SF Grei               |
|            | FK Ørn              | 0:1 n. V.             | Moss FK               |
|            | Kjelsås IL          | 1:0                   | Fredrikstad FK        |
|            | Raufoss IL          | 2:1                   | Faaberg IL            |
|            | Drøbak/Frogn IL     | 1:0                   | Larvik Turn           |
|            | Kopervik IL         | 0:1                   | SK Vard Haugesund     |
|            | Brann Bergen        | 9:1                   | IL Varegg             |
|            | Steinkjer FK        | 1:1 n. V. (3:4 i. E.) | Strindheim IL         |
|            | Skeid Oslo          | 0:2                   | Lillestrøm SK         |
|            | Råde IL             | 2:1                   | SFK Lyn Oslo          |
|            | Sandnessjøen IL     | 1:5                   | FK Bodø/Glimt         |
|            | FK Mjølner          | 4:2                   | FK Fauske/Sprint      |
|            | FK Gjøvik Lyn       | 0:3                   | Kongsvinger IL        |
|            | Alvdal IL           | 5:0                   | Sel IL                |
|            | Rosenborg Trondheim | 9:0                   | Beitstad FK           |
|            | IF Pors             | 0:4                   | Eik IF                |
|            | Ham-Kam             | 6:1                   | Frigg Oslo FK         |
|            | FK Jerv             | 5:5 n. V. (5:4 i. E.) | FK Vidar              |
|            | Start Kristiansand  | 5:0                   | Gulset IF             |
|            | Fyllingen IL        | 3:2                   | Fana IL               |
|            | Bryne FK            | 2:0                   | FK Donn               |
|            | Fram Larvik         | 1:2                   | Mjøndalen IF          |
|            | Strømmen IF         | 1:0                   | FK Fremad Lillehammer |
|            | Viking Stavanger    | 3:0                   | Randaberg IL          |
|            | SK Djerv 1919       | 4:0                   | Os TF                 |

## 3. Runde
| Datum      |                    | Ergebnis              |                     |
| ---------- | ------------------ | --------------------- | ------------------- |
| 06.07.1988 | IF Skarp           | 0:2                   | Tromsø IL           |
|            | Geilo IL           | 0:5                   | Vålerenga Oslo      |
|            | Moss FK            | 10:00                 | Kjelsås IL          |
|            | Raufoss IL         | 1:4                   | Drøbak/Frogn IL     |
|            | SK Vard Haugesund  | 0:5                   | Brann Bergen        |
|            | Strindheim IL      | 4:1                   | Kristiansund FK     |
|            | Lillestrøm SK      | 2:3                   | Råde IL             |
|            | FK Bodø/Glimt      | 3:0                   | FK Mjølner          |
|            | Kongsvinger IL     | 1:2                   | Alvdal IL           |
|            | Clausenengen FK    | 0:0 n. V. (3:4 i. E.) | Molde FK            |
|            | IL Stjørdals-Blink | 1:2                   | Rosenborg Trondheim |
|            | Eik IF             | 4:2 n. V.             | Ham-Kam             |
|            | FK Jerv            | 0:4                   | Start Kristiansand  |
|            | Fyllingen IL       | 1:0                   | Bryne FK            |
|            | Mjøndalen IF       | 1:0                   | Strømmen IF         |
|            | Viking Stavanger   | 1:0                   | SK Djerv 1919       |

## 4. Runde
| Datum      |                     | Ergebnis  |                  |
| ---------- | ------------------- | --------- | ---------------- |
| 03.08.1988 | Tromsø IL           | 0:1       | Vålerenga Oslo   |
|            | Moss FK             | 1:0       | Drøbak/Frogn IL  |
|            | Brann Bergen        | 2:0       | Strindheim IL    |
|            | Alvdal IL           | 0:2       | Molde FK         |
|            | Rosenborg Trondheim | 4:3       | Eik IF           |
|            | Start Kristiansand  | 6:3 n. V. | Fyllingen IL     |
|            | Mjøndalen IF        | 4:3       | Viking Stavanger |
| 04.08.1988 | Råde IL             | 1:0       | FK Bodø/Glimt    |

## Viertelfinale
| Datum      |                    | Ergebnis  |                     |
| ---------- | ------------------ | --------- | ------------------- |
| 24.08.1988 | Vålerenga Oslo     | 0:1       | Moss FK             |
|            | Brann Bergen       | 1:0       | Råde IL             |
|            | Molde FK           | 1:2 n. V. | Rosenborg Trondheim |
|            | Start Kristiansand | 3:1       | Mjøndalen IF        |

## Halbfinale
| Datum      |                     | Ergebnis |                    |
| ---------- | ------------------- | -------- | ------------------ |
| 17.09.1988 | Moss FK             | 0:1      | Brann Bergen       |
| 18.09.1988 | Rosenborg Trondheim | 5:0      | Start Kristiansand |

## Finale
| Brann Bergen                                | Brann Bergen | Rosenborg Trondheim | Rosenborg Trondheim |
| ------------------------------------------- | --- | --- | ------------------- |
| Brann Bergen                                | \| Finale \| \| 23. Oktober 1988 in Oslo (Ullevaal-Stadion) \| \| Ergebnis: 2:2 n. V. (1:1, 0:0) \| \| Zuschauer: 23.500 \| \| Schiedsrichter: Bjørn Kronborg \| \| Spielbericht \|                                                                                           | \| Finale \| \| 23. Oktober 1988 in Oslo (Ullevaal-Stadion) \| \| Ergebnis: 2:2 n. V. (1:1, 0:0) \| \| Zuschauer: 23.500 \| \| Schiedsrichter: Bjørn Kronborg \| \| Spielbericht \|                                                                      | Rosenborg Trondheim |
| Brann Bergen                                | Bjarni Sigurdsson – Henrik Bjørnstad, Jan Halvor Halvorsen, Redouane Drici, Lars Moldestad – Trond Nordeide, Arne Møller, Per Egil Ahlsen, Per Hilmar Nybø (115. Halvor Storskogen) – Atle Torvanger, Odd Johnsen (118. Geir Solheim) Cheftrainer: Teitur Þórðarson ( Island) | Ola By Rise – Karl-Petter Løken, Trond Sollied, Geir Olav Bøgseth, Trond Henriksen (7. Jan Egil Hansen) – Ørjan Berg, Kåre Ingebrigtsen, Sverre Brandhaug – Per Joar Hansen (73. Bård Wiggen), Gøran Sørloth, Mini Jakobsen Cheftrainer: Nils Arne Eggen | Rosenborg Trondheim |
| Brann Bergen                                | 1:1 Odd Johnsen (87.) 2:2 Atle Torvanger (98.) | 0:1 Gøran Sørloth (83.) 1:2 Gøran Sørloth (95.) | Rosenborg Trondheim |
| Finale                                      | | |                     |
| 23. Oktober 1988 in Oslo (Ullevaal-Stadion) | | |                     |
| Ergebnis: 2:2 n. V. (1:1, 0:0)              | | |                     |
| Zuschauer: 23.500                           | | |                     |
| Schiedsrichter: Bjørn Kronborg              | | |                     |
| Spielbericht                                | | |                     |

### Wiederholungsspiel
| Rosenborg Trondheim                         | Rosenborg Trondheim | Brann Bergen | Brann Bergen |
| ------------------------------------------- | --- | --- | ------------ |
| Rosenborg Trondheim                         | \| Finale Wiederholung \| \| 30. Oktober 1988 in Oslo (Ullevaal-Stadion) \| \| Ergebnis: 2:0 (2:0) \| \| Zuschauer: 23.700 \| \| Schiedsrichter: Thorodd Presberg \| \| Spielbericht \|                                     | \| Finale Wiederholung \| \| 30. Oktober 1988 in Oslo (Ullevaal-Stadion) \| \| Ergebnis: 2:0 (2:0) \| \| Zuschauer: 23.700 \| \| Schiedsrichter: Thorodd Presberg \| \| Spielbericht \|                                                                                    | Brann Bergen |
| Rosenborg Trondheim                         | Ola By Rise (89. Arne Linn) – Trond Henriksen, Trond Sollied, Bård Wiggen, Jan Egil Hansen – Kåre Ingebrigtsen, Sverre Brandhaug, Ørjan Berg – Karl-Petter Løken, Gøran Sørloth, Mini Jakobsen Cheftrainer: Nils Arne Eggen | Bjarni Sigurdsson – Henrik Bjørnstad, Jan Halvor Halvorsen (46. Jan Erlend Kruse), Redouane Drici, Lars Moldestad – Trond Nordeide, Arne Møller, Per Egil Ahlsen, Atle Torvanger – Odd Johnsen, Per Hilmar Nybø (63. Geir Solheim) Cheftrainer: Teitur Þórðarson ( Island) | Brann Bergen |
| Rosenborg Trondheim                         | 1:0 Gøran Sørloth (25.) 2:0 Karl-Petter Løken (33.) | | Brann Bergen |
| Finale Wiederholung                         | | |              |
| 30. Oktober 1988 in Oslo (Ullevaal-Stadion) | | |              |
| Ergebnis: 2:0 (2:0)                         | | |              |
| Zuschauer: 23.700                           | | |              |
| Schiedsrichter: Thorodd Presberg            | | |              |
| Spielbericht                                | | |              |